# Redoute d'Eastbourne

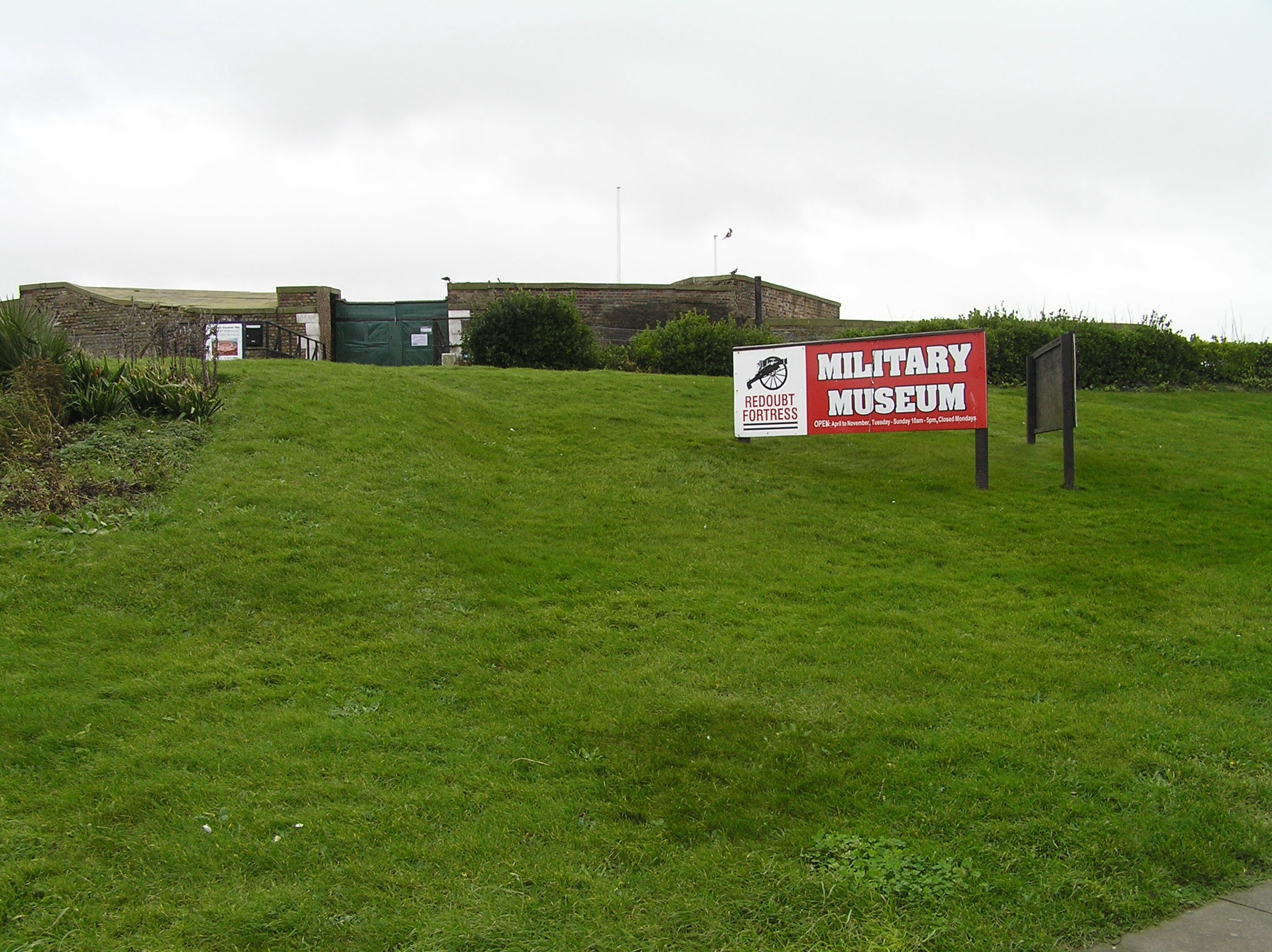
Façade nord de la redoute, montrant l'entrée originale

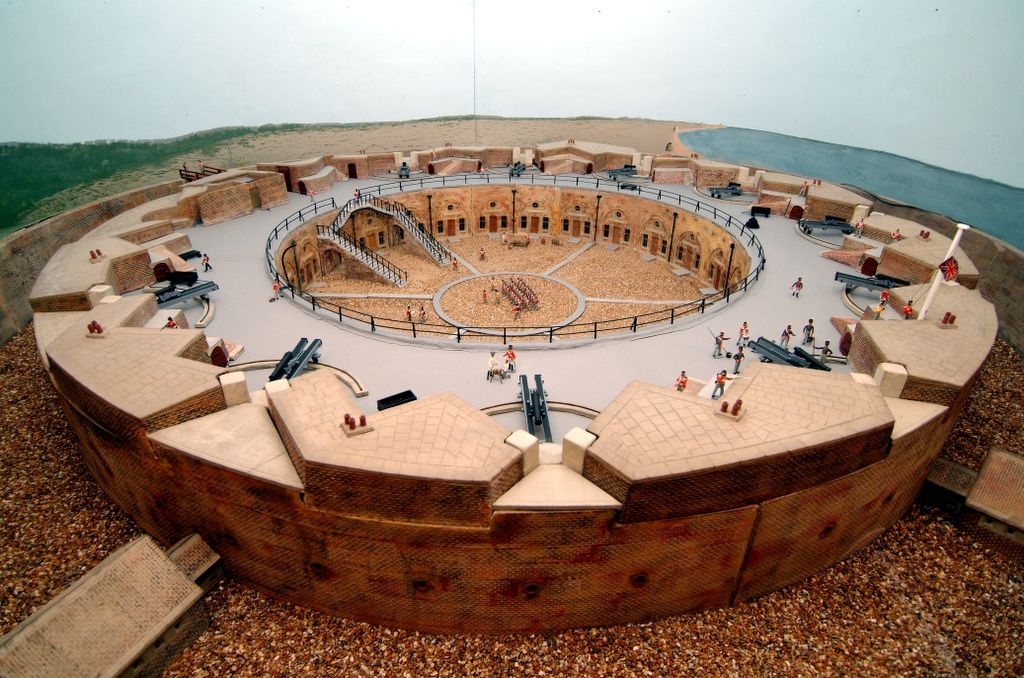
Maquette de forteresse visible dans le musée

La redoute d'Eastbourne (en anglais Redoubt Eastbourne) est un fort situé à Royal Parade, à Eastbourne, dans le Sussex de l'Est, en Angleterre.

## Historique
La redoute a été construite entre 1804 et 1810 pour soutenir les tours Martello associées dans la défense contre la menace d'invasion que faisait peser Napoléon. Elle a défendu la côte d'Eastbourne pendant près de 200 ans. Comme sa jumelle, la redoute de Dymchurch, elle a été conçue comme une caserne et un dépôt d'approvisionnement pour les tours, et conçue pour 11 canons, bien que seulement 10 canons aient été installés. Pendant la Première Guerre mondiale, la redoute a été utilisée par la police militaire en tant que quartier général et prison temporaire. À la suite de cela, la Redoute a été achetée par l'Eastbourne Borough Council pour 150 £ avec le plan de la transformer en un lieu d'activités de loisirs. Pendant la Seconde Guerre mondiale, le bâtiment a été réquisitionné par l'armée pour être utilisé comme dépôt. Des soldats canadiens ont tenu le dépôt jusqu'au jour J du débarquement. Après la guerre, la redoute a abrité un village modèle (parc de miniatures) et un aquarium. Le village modèle a été vandalisé dans les années 1970, et l'aquarium fermé en 1996.

## Collections
La redoute a été reconvertie en musée militaire en 1977, et est maintenant le plus grand musée militaire dans le sud-est de l'Angleterre. Il abrite des collections militaires du Royal Sussex Regiment (en) qui sont arrivées au musée en 1983, du Queen's Royal Irish Hussars (en) (voir le Queen's Royal Hussars (en)), qui a fait son apparition en 1988 et ce qui est à l'origine de la collection, la collection du Sussex Combined Services. En outre, le musée dispose également d'expositions sur l'histoire de l'armée de terre britannique, sur la vie de la redoute et un modèle de la forteresse de la redoute.
Parmi les objets que le Musée possède et expose, il y a le véhicule d'état-major, une automobile Steyr 1500A, du général Hans-Jürgen von Arnim de l'Afrika Korps, capturé par le Royal Sussex Regiment en Tunisie, ainsi qu'un char Centurion Mark III, un clairon russe rescapé du triste destin de la charge de la brigade légère, un uniforme des rats du désert porté à la bataille d'El Alamein en 1942 et un camp de la guerre du Golfe du Queen's Royal Irish Hussars. Des expositions temporaires sont organisées chaque année et ont récemment mis l'accent sur la Croix de Victoria, les cartes postales de Donald McGill (en) et les batailles menées par les forces britanniques au Zululand durant la fin du XIXe siècle.

## Heures d'ouverture
Le musée est ouvert au public d'avril à novembre chaque année. Les heures d'ouverture sont généralement du au dimanche, de 10 heures à 17 heures. Il est fermé le sauf jours fériés. Les mois d'hiver sont utilisés pour la restauration et la création de nouvelles expositions.

## Événements
Le musée met en scène un certain nombre d'événements y compris des jeux de guerre, et organise des activités en collaboration avec le festival victorien d'Eastbourne.